# Ielanda
Ielanda (en rus Еланда) és un poble de la República de l'Altai, a Rússia. El 2016 tenia 154 habitants. Es troba a la vall del riu Katun, a 26 km al sud de Txemal, la seu administrativa de la província.